# Achraf Bencharki
Achraf Bencharki (ar. أشرف بنشرقي; ur. 24 września 1994 w Fezie) – marokański piłkarz grający na pozycji lewoskrzydłowego. Od 2019 jest piłkarzem klubu Zamalek SC.

## Kariera piłkarska
Swoją piłkarską karierę Bencharki rozpoczął w klubie Maghreb Fez. W sezonie 2014/2015 zadebiutował w jego barwach w pierwszej lidze marokańskiej. W sezonie 2015/2016 zdobył z nim Puchar Maroka. W 2016 roku przeszedł do Wydadu Casablanca. W sezonie 2016/2017 wywalczył z Wydadem mistrzostwo Maroka oraz wygrał Ligę Mistrzów (wystąpił w obu finałowych meczach z Al-Ahly Kair, wygranym 1:0 i zremisowanym 1:1, w którym strzelił gola). Z kolei w sezonie 2017/2018 wywalczył wicemistrzostwo Maroka.
W styczniu 2018 Bencharki został piłkarzem saudyjskiego klubu Al-Hilal, do którego przeszedł za kwotę 3,2 miliona euro. Swój debiut ligowy w nim zaliczył 16 marca 2018 w zwycięskim 1:0 wyjazdowym meczu z Al Qadsiah FC. W sezonie 2017/2018 wywalczył z Al-Hilal mistrzostwo Arabii Saudyjskiej.
W sierpniu 2018 Bencharki został wypożyczony do RC Lens, grającego w Ligue 2. Swój debiut w nim zanotował 15 września 2018 w wygranym 2:0 domowym spotkaniu z FC Sochaux-Montbéliard. Zawodnikiem Lens był przez rok.
W lipcu 2019 Bencharki odszedł z Al-Hilal do egipskiego Zamaleku. W Zamaleku swój ligowy debiut zaliczył 3 października 2019 w wygranym 1:0 wyjazdowym meczu z Misr El Makasa. W sezonie 2019/2020 wywalczył z Zamelekiem wicemistrzostwo kraju, a w sezonie 2020/2021 został mistrzem kraju.
| Sezon   | Klub             | Kraj             | Rozgrywki                   | Mecze | Gole |
| ------- | ---------------- | ---------------- | --------------------------- | ----- | ---- |
| 2014/15 | Maghreb Fez      | Maroko           | GNF 1                       | 25    | 4    |
| 2015/16 | Maghreb Fez      | Maroko           | GNF 1                       | 27    | 9    |
| 2016/17 | Wydad Casablanca | Maroko           | GNF 1                       | 25    | 4    |
| 2017/18 | Wydad Casablanca | Maroko           | GNF 1                       | 5     | 0    |
| 2017/18 | Al-Hilal         | Arabia Saudyjska | Saudi Professional League   | 7     | 3    |
| 2018/19 | RC Lens          | Francja          | Ligue 2                     | 23    | 3    |
| 2019/20 | Zamalek SC       | Egipt            | Ad-Dauri al-Misri al-Mumtaz | 22    | 3    |
| 2020/21 | Zamalek SC       | Egipt            | Ad-Dauri al-Misri al-Mumtaz | 30    | 15   |

## Kariera reprezentacyjna
W reprezentacji Maroka Bencharki zadebiutował 13 sierpnia 2017 w zremisowanym 1:1 meczu Mistrzostw Narodów Afryki 2018 z Egiptem, rozegranym w Aleksandrii. W 2022 roku został powołany do kadry na Puchar Narodów Afryki 2021, jednak nie rozegrał na nim żadnego meczu.